# Station Husum (Duitsland)
Station Husum is een spoorwegstation in de Duitse plaats Husum (Sleeswijk-Holstein).